# Voradep
El Voradep es un equipo de fútbol de Ghana que juega en la Tercera Liga de Ghana, la tercera liga de fútbol en importancia en el país.

## Historia
Fue fundado en villa del mismo nombre en la ciudad de Ho y han estado entre el segundo y el tercer nivel del fútbol de Ghana la mayor parte de su historia, aunque han estado en la Liga de fútbol de Ghana en tres temporadas a inicios de la década de los años 1990s, en donde pasaron sus mejores épocas hasta el momento.
Durante ese periodo en la máxima categoría consiguieron lo que es su principal logro en la historia, el cual fue ganar la Copa de Ghana en el año 1992 luego de vencer en la final al Neoplan Stars de Kumasi en penales.
A nivel internacional han participado en un torneo continental, en la Recopa Africana 1993, en la cual fueron eliminados en la primera ronda por el US Gorée de Senegal.

## Palmarés
- Copa de Ghana: 1

1991/92

## Participación en competiciones de la CAF
| Temporada | Torneo          | Ronda | Club     | Casa | Visita | Global |
| --------- | --------------- | ----- | -------- | ---- | ------ | ------ |
| 1993      | Recopa Africana | 1     | US Gorée | 0-0  | 0-1    | 0-1    |